# Magic Trackpad
El Magic Trackpad es un multi-touch trackpad fabricado por Apple Inc. anunciado el 27 de julio de 2010. Es similar al trackpad que se encuentran en los laptops convencionales. El trackpad es compatible con los ordenadores Macintosh con sistema operativo Mac OS X Snow Leopard, versiones 10.6.4 y versiones mayores, también es compatible con Windows 7, Windows XP, y Windows Vista utilizando Boot Camp con un driver adicional. También es capaz de realizar las funciones básicas en un ordenador que no sea Mac. Ordenadores con Ubuntu Linux pueden ser configuradas y pueden llegar a realizar la mayoría de los gestos del multi-touch, también pueden añadirse gestos personalizados para la mayoría de aplicaciones, aunque estas no soporten el multi-touch de forma nativa (tales como en vistas de foto, exploradores de internet, etc.).

## Descripción

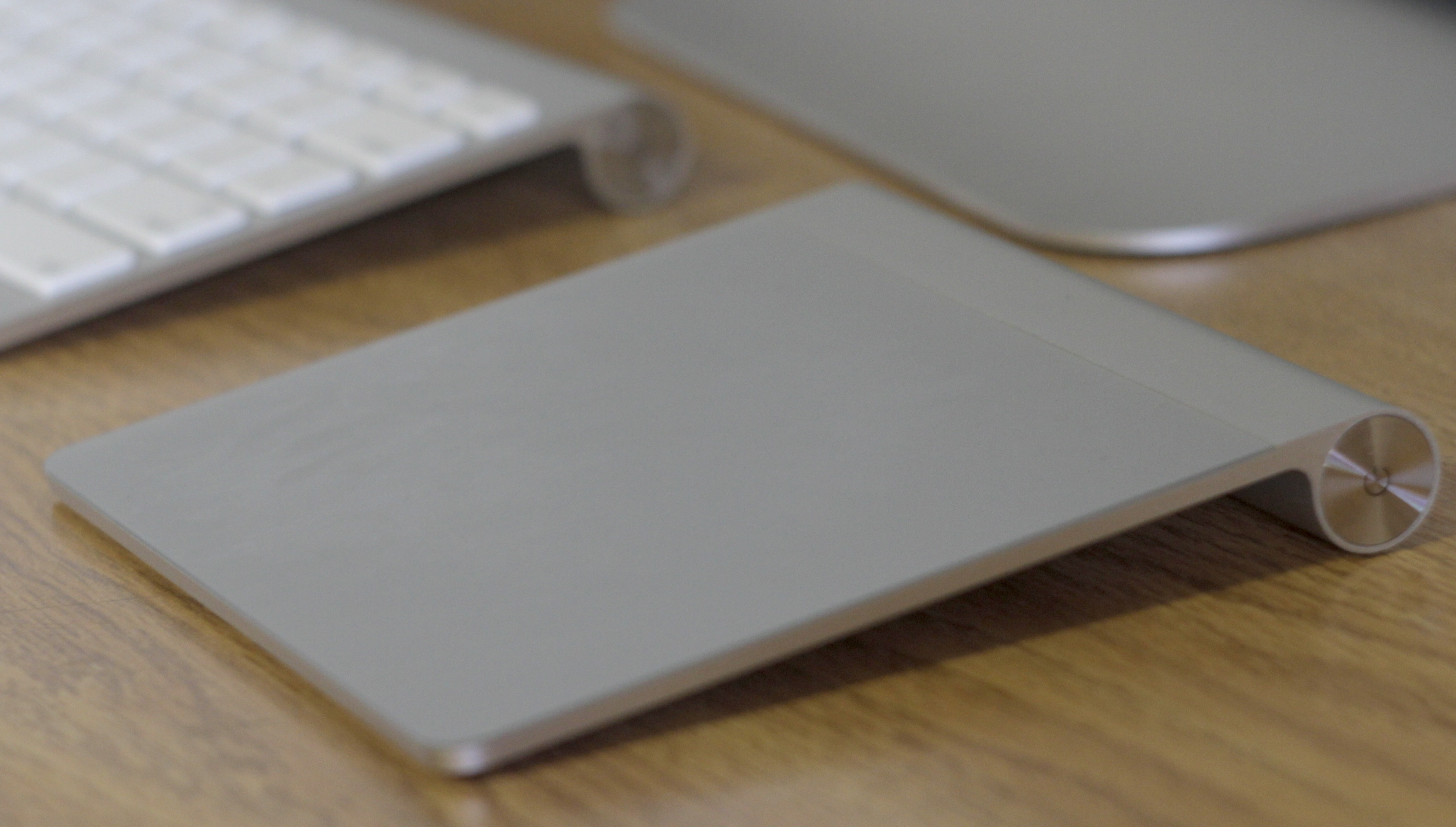
El magic trackpad junto a un teclado inalámbrico de Apple.

El Magic Trackpad se fabrica principalmente de vidrio y aluminio. El diseño del dispositivo es similar al trackpad encontrado en la actual familia de MacBooks pero con un área 80% más grande. Se conecta vía Bluetooth y necesita dos baterías AA. El trackpad está diseñado con el mismo estilo que el teclado inalámbrico de Mac. creando una combinación perfecta entre diseño e interactividad.
Sus usos se pueden compararse a los trackpads multitouch encontrados en la familia de las Apple MacBooks. Por si fuera poco, el pad completo es un gran botón; al presionar el dispositivo se crea presión entre el dispositivo y la base que lo sostiene, presionando dos botones circulares en la base baja del trackpad, registrando el clic.

## Lanzamiento y aceptación
Las principales reseñas aplaudían el diseño del trackpad, pero no su precio. Scott Stein de CNET escribió: "El Bluetooth a $69 USD de Apple es minimalista pero no es barato"; "No estamos seguros si desecharemos nuestro mouse por el trackpad, sin embargo es un excelente producto para los adictos al trackpad." Macworld también aplaudió el diseño del trackpad el cual es muy similar al teclado inalámbrico.

## Sistemas operativos soportados
- El Magic Trackpad de apple y su actualización 1.0 incluye el software requerido para utilizar el dispositivo.

- Windows 7, Windows XP, Windows Vista usando Boot Camp herramienta bajo Mac OS X.[8]
- Funciones básicas disponibles para una Pc con Windows o una Macintosh sin el software necesario.[5]
- Hackeado/extraído de Boot Camp nativo de Windows XP, Vista, y Windows 7 drivers, 32-bit y 64-bit[9] (No es oficial por parte de Apple)
- Ubuntu OS 10.04 y posteriores[10]
- Android 4.x (Dispositivos Móviles)
- Chrome OS (Dispositivos Chromebook)